# Dörrspegel

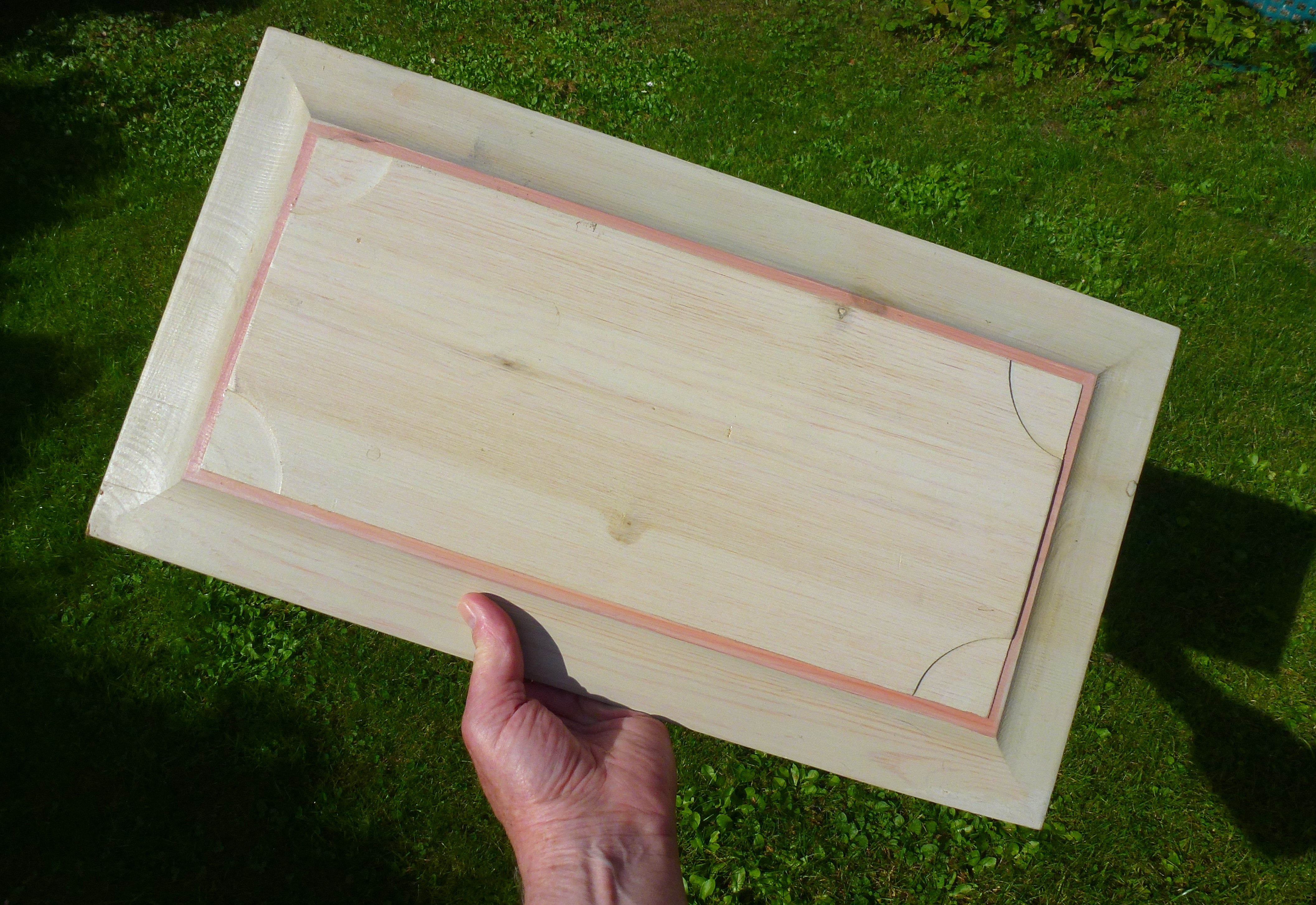
En lös dörrspegel.

En dörrspegel är den av en ram omsluten del av ett dörrblad. Speglar gestaltas ofta som ett dekorativt element för dörren. Spegeldörren kallades även fyllningsdörr eller ramverksdörr.

## Funktion
Dörrspegeln är i grunden en konstruktiv del på en ramverksdörr. Dörrbladet består av en bärande ram och spegeln utgör själva fyllningen i ramen. Eftersom fyllningen är rörlig infäst till ramen förhindrar denna konstruktion att dörrbladet slår sig vid varierande luftfuktighet.

## Historik
Spegeldörrar introducerades i mitten av 1700-talet i Sverige och kom då från Frankrike. Fyllningen utformades som en spegel där mitten var högre än den avfasade sidan. Spegeln monterades löst i ett spår i dörrens ram. Ofta var spegeldörrar påkostade med snidade och/eller dekorationsmålade  speglar. På de äldsta spegeldörrarna fanns två eller fyra lika stora speglar. Under 1700- och 1800-talet var spegeldörren den vanligaste dörrtypen i svenska bostadshus. Under slutet av 1800-talet började spegeldörren falla ur popularitet på grund av myter som hade börjat associeras med spegeldörren, exempelvis började en myt om att om man spräckte en spegeldörr skulle man få otur under en längre tidsperiod. Denna myt började försvinna ur det allmänna minnet runt 1900-talets början men finns fortfarande kvar i mildare grad.

## Bilder, exempel på spegeldörrar

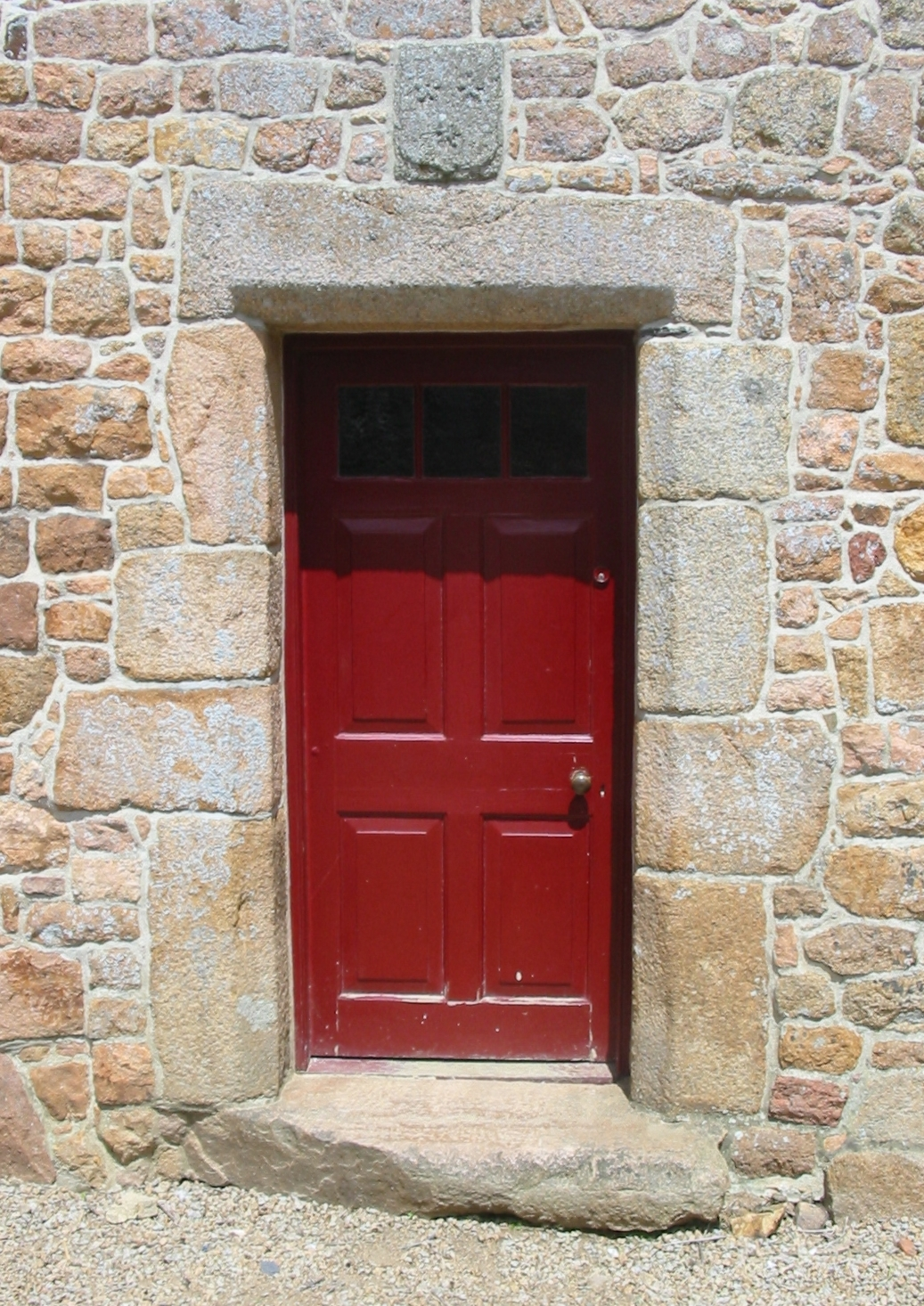
Ytterdörr på Jersey
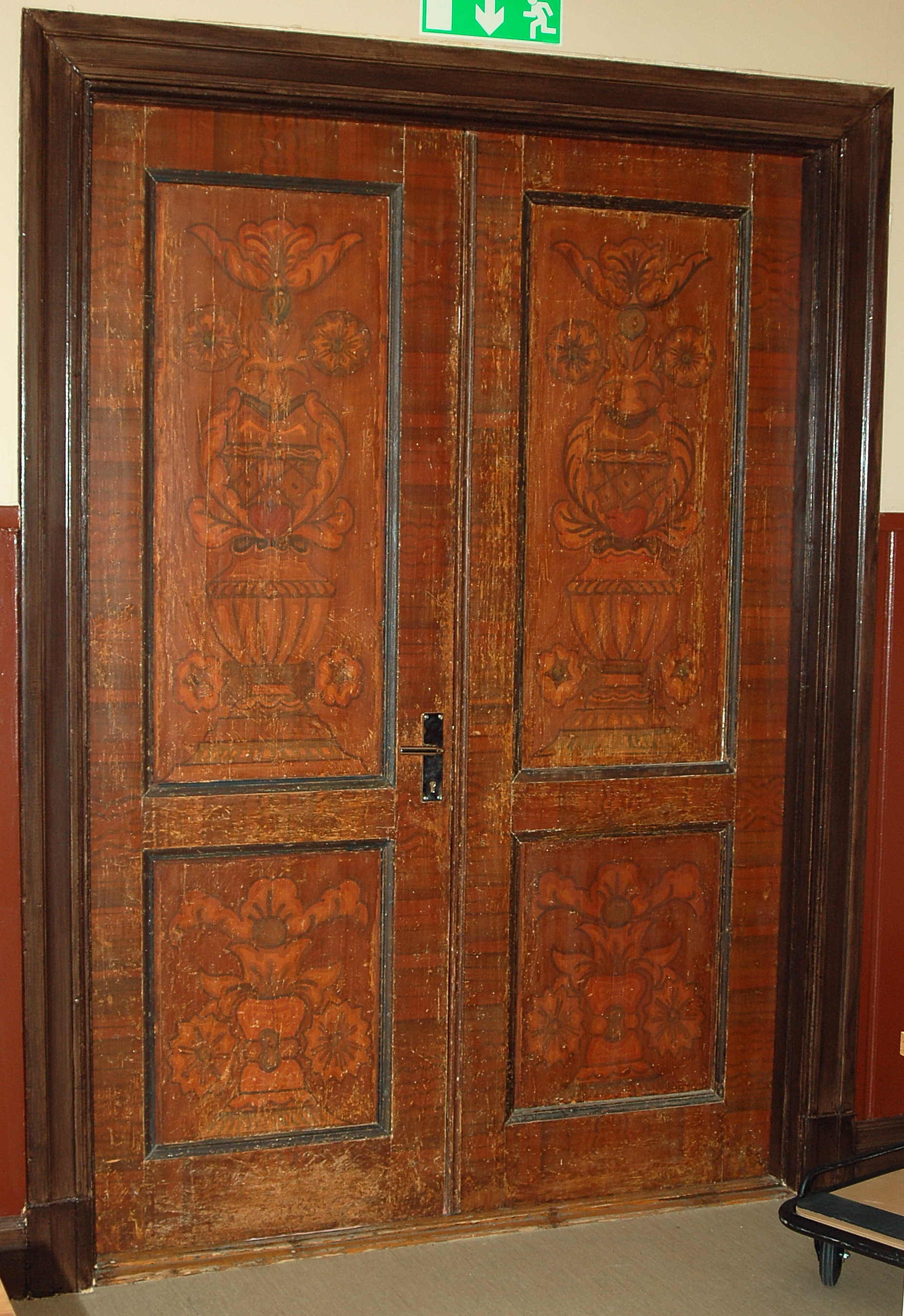
Innerdörr i Hammarö kommun
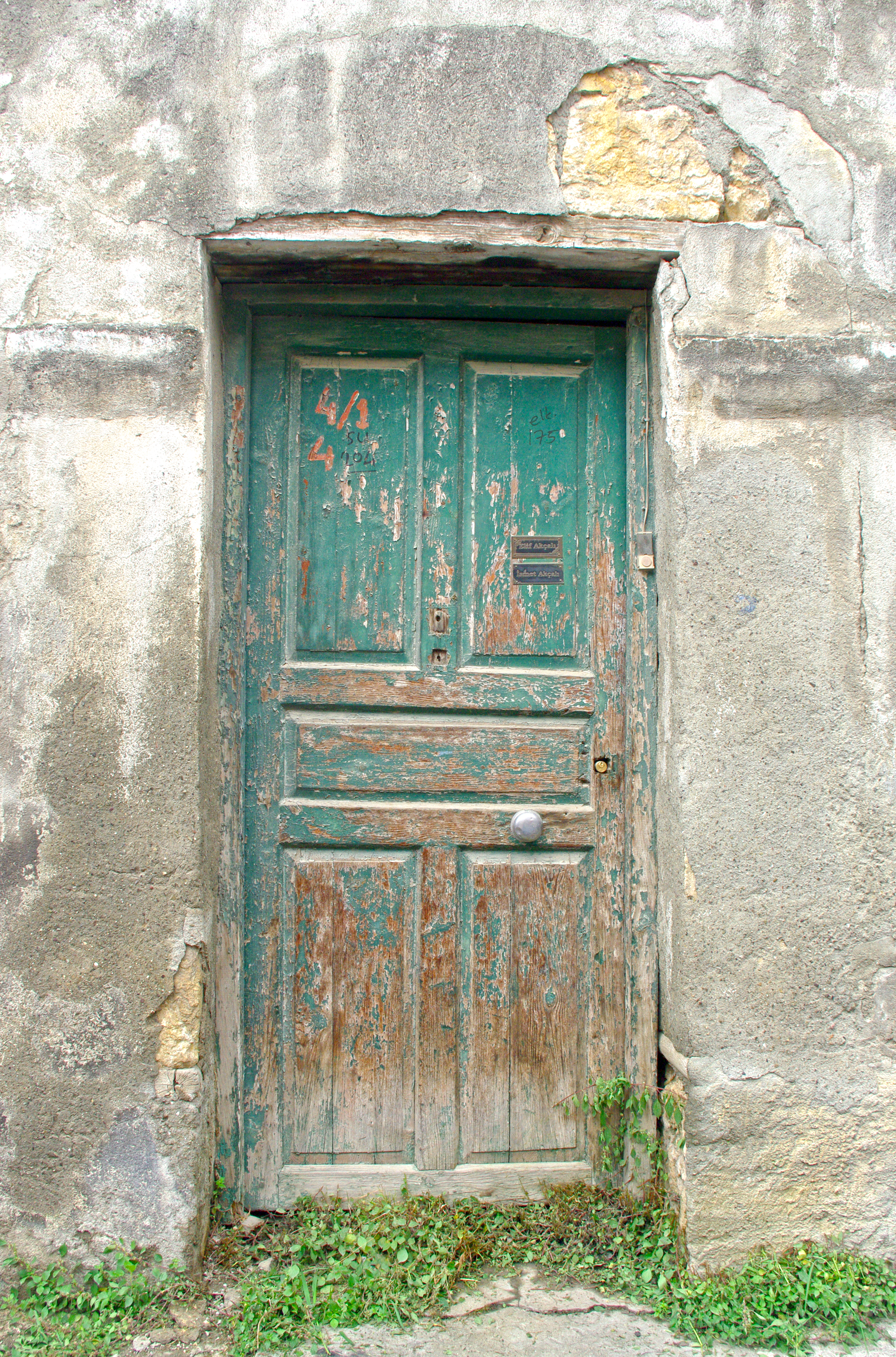
Ytterdörr I Turkiet
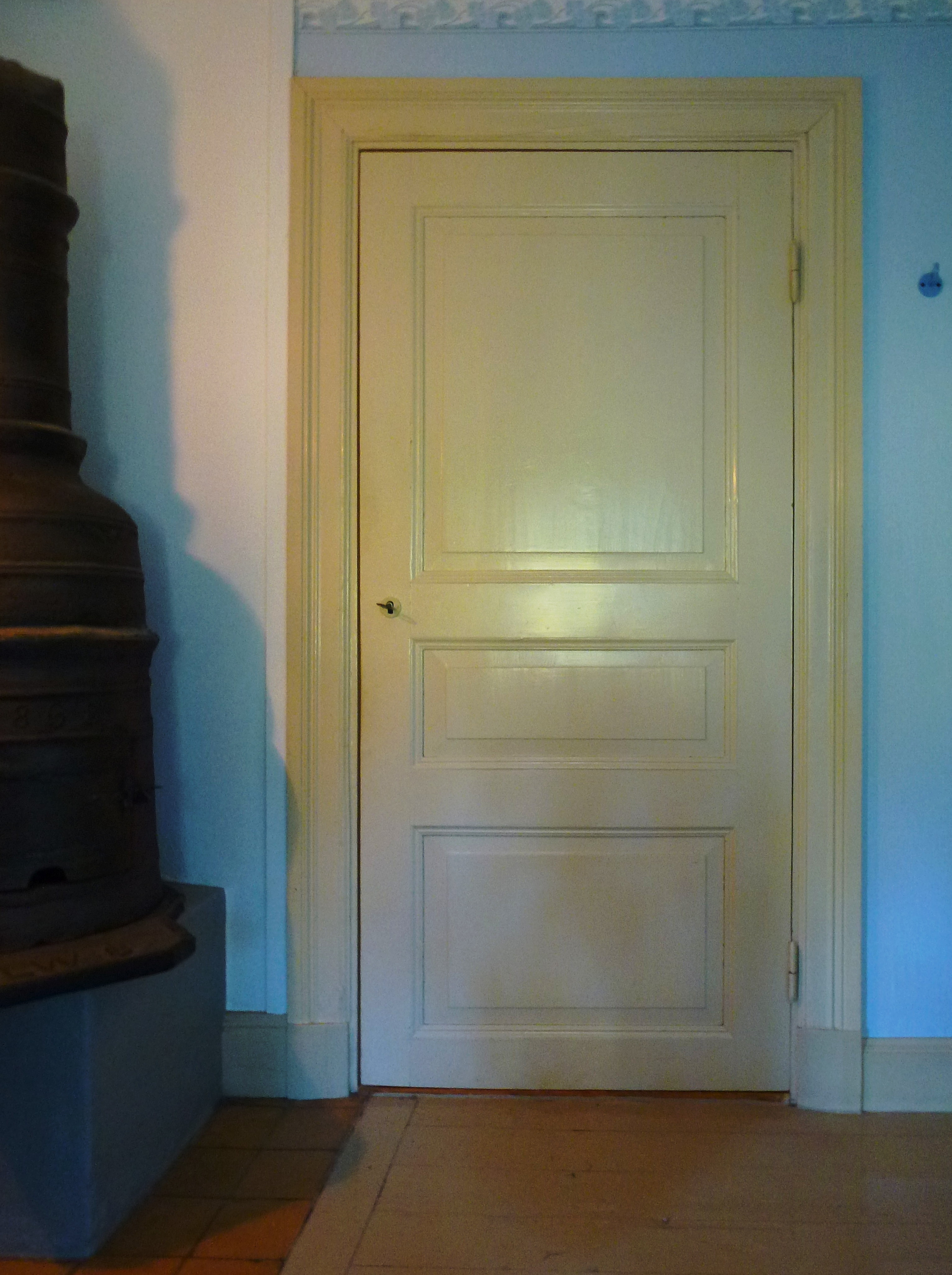
Äldre innerdörr med tre speglar